# St Mary’s Parish Church (Haddington)

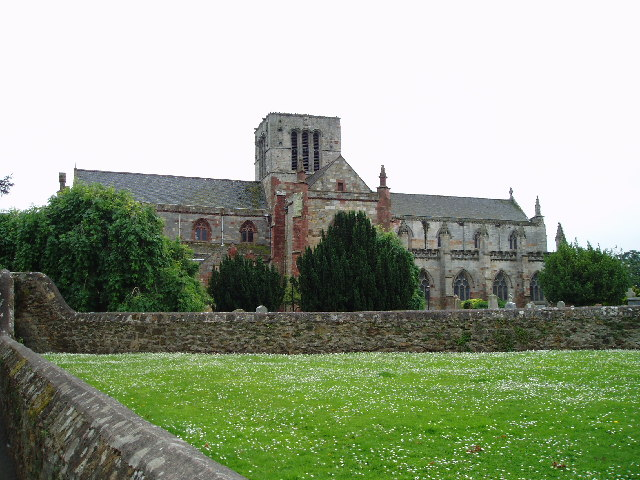
St Mary’s Parish Church

Die St Mary’s Parish Church, auch Haddington Parish Church, ist ein ehem. römisch-katholisches und heute zur Church of Scotland gehörendes Kirchengebäude in der schottischen Stadt Haddington in der Council Area East Lothian. 1971 wurde das Gebäude in die schottischen Denkmallisten in der höchsten Kategorie A aufgenommen.

## Geschichte
Erstmals im Jahre 1139 ist eine Marienkirche in Haddingtoun belegt. Diese wurde im Zuge kriegerischer Handlungen unter Eduard III. im Jahre 1356 zerstört. Der Bau der heutigen St Mary’s Parish Church wurde wenig später begonnen. In den 1380er Jahren war sie zu Teilen fertiggestellt, sodass eine Nutzung als Kollegiatstift möglich war. Endgültig wurde der Bau der St Mary’s Parish Church jedoch erst spät im 15. Jahrhundert abgeschlossen. In den Anglo-Schottischen Kriegen wurde die Kirche im Zuge der Belagerung von Haddington in den 1540er Jahren schwer beschädigt. Zwei Jahrzehnte später wurde der Glockenturm sowie der Westflügel wieder nutzbar gemacht und dienten über 400 Jahre als Pfarrkirche. Umfassend überarbeitet wurde die Kirche im Jahre 1811. Diese Maßnahme umfasste jedoch nicht den Ostflügel, der weiterhin ruinös verblieb. Dieser wurde erst in den 1970er Jahren restauriert.

## Beschreibung

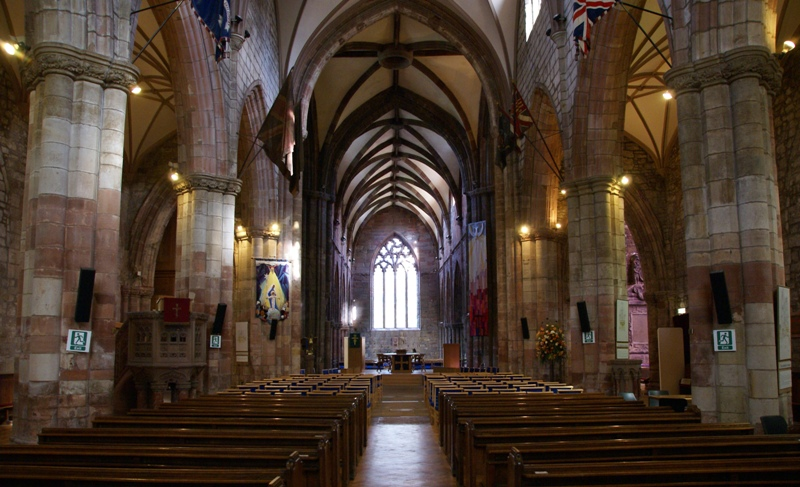
Blick über den Innenraum

Die St Mary’s Parish Church liegt am Nordufer des Tyne am Südrand von Haddington. Das gotische Gebäude weist einen kreuzförmigen Grundriss mit einem Vierungsturm zwischen Chor und Langhaus auf. Das Langhaus ist vier, der Chor fünf Achsen weit. Das Strebewerk schließt mit englischen Fialen, welche erst im 19. Jahrhundert hinzugefügt wurden. An beiden Stirnseiten sind breite Maßwerke mit Bleiglasfenstern eingelassen. Das Gebäude schließt mit schiefergedeckten Dächern.